# Henrique Roma Machado Cardoso Salgado
Henrique Roma Machado Cardoso Salgado (Lisboa, 27 de Setembro de 1919 — Cascais, Cascais, 11 de Junho de 1970) foi um gerente comercial e político português.

## Biografia
Licenciado em Direito pela Faculdade de Direito da Universidade de Lisboa, foi nomeado Membro do Conselho de Administração da Companhia de Seguros Tranquilidade em 1959, tendo chegado a exercer funções de Administrador-Delegado da referida instituição.
Ocupou, também, os cargos de Presidente do Centro de Prevenção e Segurança e de Membro da Direcção da Corporação do Crédito e Seguros.
No decurso da sua actividade profissional, editou vários estudos, designadamente: 
- O Seguro perante a Silicose[2]
- A Medicina do Trabalho em Portugal e a Prevenção de Acidentes de Trabalho e Doenças Profissionais[3]
- Seguro de Acidentes de Trabalho e Doenças Profissionais - Seguro Social? Seguro Privado?
- Importância da prevenção no domínio da produção nacional[4]

A sua passagem pela vida política nacional foi curta, tendo sido designado Procurador à Câmara Corporativa apenas na X Legislatura (1969-1973), onde integrou a 2.ª Subsecção (Seguros) da X Secção (Crédito e Seguros), em substituição do Procurador Arnaldo Pinheiro Torres, a 13 de Maio de 1970, como Representante das entidades patronais do Grémio dos Seguradores. Durante o exercício deste mandato, não subscreveu nem foi relator de quaisquer pareceres emitidos por esta entidade, pois faleceu cerca de um mês após a sua nomeação.
Casou em Lisboa a 12 de Abril de 1945 com D. Maria Matilde de Sousa e Holstein Beck, com descendência.
Era sobrinho-bisneto do 1.° Visconde de Faria e Maia e tio paterno de Ricardo Salgado e Manuel Salgado.